# El-Hadi Laameche
El-Hadi Laameche, född 5 mars 1990, är en algerisk friidrottare. Han deltog vid olympiska sommarspelen 2016.